# 崔尚勳
崔尚勳或譯崔相勳（1954年9月8日—），韓國男演員。

## 演出作品

### 電視劇

#### 1980年代
- 1985年：MBC《朝鮮王朝五百年－風蘭》飾演 中宗李懌
- 1986年：MBC《朝鮮王朝五百年－南漢山城》飾演 林慶業
- 1988年：MBC《朝鮮王朝五百年－仁顯王后》飾演 金春澤

#### 1990年代
- 1993年：MBC《沒有你幸福嗎》

#### 2000年代
- 2000年：SBS《火花》飾演 李康軾
- 2000年：MBC《空軍》
- 2002年：KBS《明成皇后》飾演 赵宁夏
- 2002年：KBS《張禧嬪》飾演 南九萬
- 2003年：MBC《1%的可能性》
- 2005年：SBS《綠薔薇》飾演 吳檢察官
- 2005年：MBC《辛旽》飾演 崔莹
- 2006年：KBS《大祚榮》飾演 黑齒常之
- 2006年：KBS《黃真伊》飾演 松都留守
- 2008年：KBS《大王世宗》飾演 沈溫
- 2008年：SBS《On Air》飾演 姜浩尚
- 2008年：MBC《愛你，別哭》
- 2009年：KBS《青春禮讚》
- 2009年：SBS《City Hall》飾演 蘇侑漢
- 2009年：MBC《天降情緣》飾演 金太修

#### 2010年代
- 2011年：KBS《荊棘鳥》飾演 朴會長
- 2011年：SBS《城市獵人》飾演 徐勇赫
- 2011年：KBS《廣開土太王》飾演 伊瑛
- 2012年：tvN《黃色復仇草》飾演 崔仁碩
- 2012年：KBS《海雲臺戀人們》飾演 李世祖
- 2012年：KBS《我的女兒瑞英》飾演 張會長
- 2013年：MBC《龜巖許浚》飾演 許碖
- 2013年：SBS《張玉貞，為愛而生》飾演 趙師錫
- 2013年：MBC《握住我的手》飾演 閔東勳
- 2013年：SBS《錢的誘惑》飾演 全勳
- 2014年：MBC《Hotel King》飾演 阿成元
- 2014年：MBC《全都是泡菜》飾演 才漢的朋友（客串）
- 2015年：tvN《不哭鳥》飾演 朴導俊
- 2016年：MBC《春日常在》飾演 江韓吉

### 電影
- 2005年：《雙胞胎》飾演 金泰佑
- 2020年：《詭妹》飾演 聖哲

## 外部連結
- NAVER （页面存档备份，存于）